# Ефановка (посёлок железнодорожного разъезда)
Ефановка — поселок железнодорожного разъезда в Бугульминском районе Татарстана. Входит в состав Малобугульминского сельского поселения.

## География
Находится в юго-восточной части Татарстана на расстоянии приблизительно 2 км на юго-восток по прямой от районного центра города Бугульма у железнодорожной линии Ульяновск-Уфа.

## История
Основан в 1950-х годах.

## Население
Постоянных жителей было: в 1970 — 34, в 1979 — 20, в 2002 году 7 (русские 71 %, казахи 29 %), в 2010 году 9.